# Pisidice wittei
Pisidice wittei är en insektsart som beskrevs av Victor Lallemand 1941. Pisidice wittei ingår i släktet Pisidice och familjen spottstritar. Inga underarter finns listade i Catalogue of Life.